# Tulpar Air

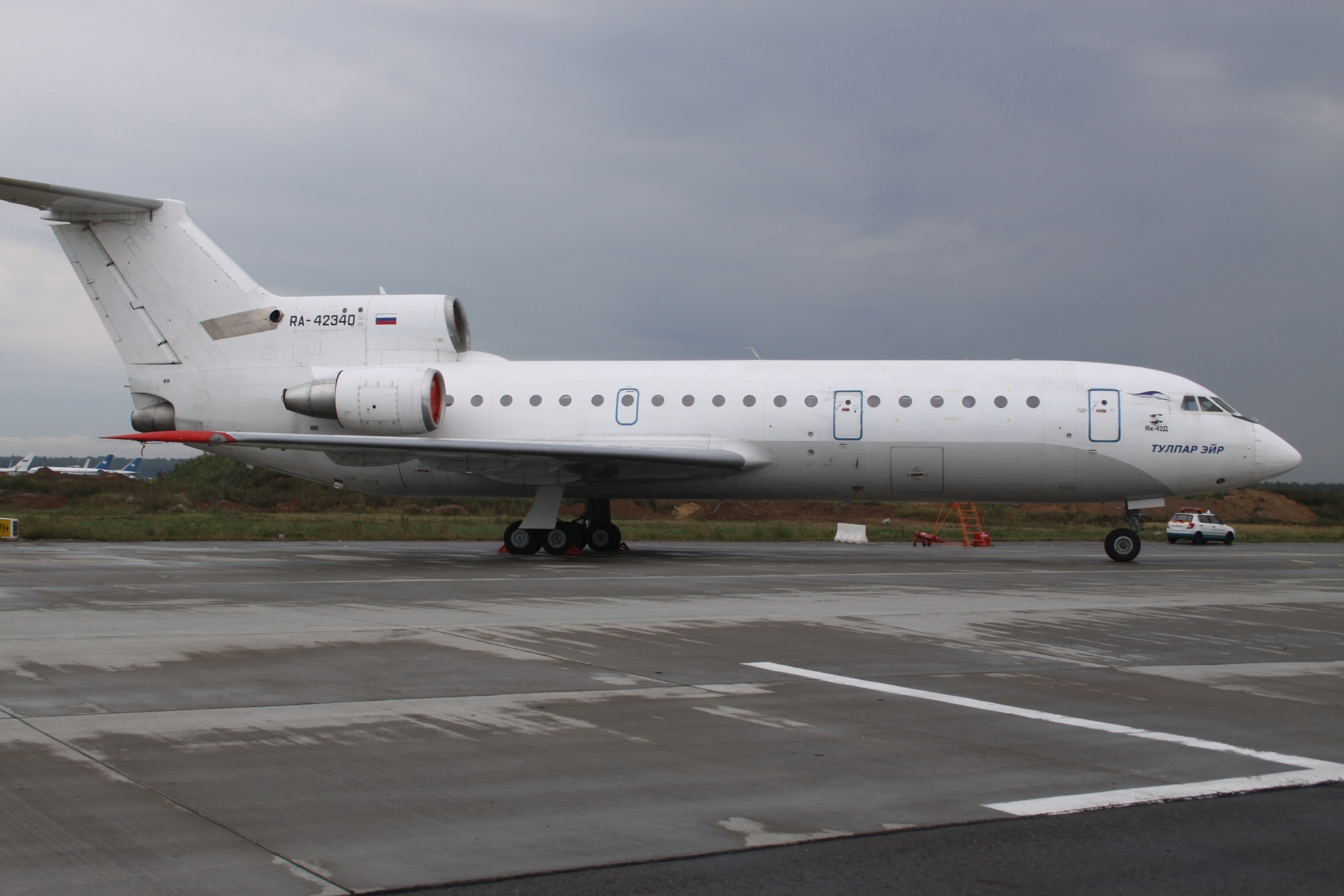
Yakolev Yak.42 de Tulpar Air à Moscou en 2010.

Tulpar Air est une compagnie aérienne russe qui était basée à Kazan en république du Tatarstan.
Elle a été créée fin 2004 en absorbant une compagnie de transport par hélicoptère.
C'était la compagnie la moins ponctuelle de Russie, avec plus de 21 % de vols en retard.
Sa flotte était composée d'un Yakovlev Yak-40K, de 4 Yakovlev Yak-42D, d'un Bombardier Global Express et d'un Bombardier Challenger 300.
Elle a été interdite de vols en 2014 à la suite de problèmes de maintenance détectés lors d'une inspection.